# Arten
Arten (AFI: /a'rten/) è una frazione del comune italiano di Fonzaso, nella provincia di Belluno, nel Veneto. Il borgo dista circa 2,5 km dal capoluogo comunale ed è situato a un'altitudine di 314 m s.l.m.. Risulta abitato da 930 persone.

## Geografia fisica

### Territorio
Il territorio su cui sorge l'abitato di Arten è caratterizzato dalla morfologia tipica del fondovalle, un conoide di deiezione che si è formato nel corso degli anni con il trasporto dei detriti a opera del torrente Cismon Questa pianura alluvionale è formata principalmente da sabbie e ciottoli e le frequenti esondazioni del torrente Cismon nelle epoche passate hanno creato superfici paludose e sabbiose poi bonificate dall'uomo. Nel 589 d.C., a seguito di un'alluvione devastante, il Cismon cambiò bacino fluviale, passando dal bacino del Piave, fiume nel quale confluiva tra Artèn e Caupo attraverso l'attuale torrente Stizzon, a quello del Brenta.

### Clima
Arten ha un clima semicontinentale con inverni piuttosto freddi ed estati calde. Effetti positivi : hanno le montagne che, molto spesso, hanno effetto mitigante sul clima della zona. Il paese ricade nella zona climatica F con 3104 gradi giorno.
Mediamente la durata del giorno è di dodici ore e sedici minuti, con punta minima a dicembre (otto ore e quarantanove minuti) e massima a giugno (quindici ore e quaranta minuti).

## Storia
Le tracce di un primo insediamento umano nell'area di Arten risalgono al periodo in cui l'area del Feltrino era abitata dalle popolazioni autoctone dei Reti e dei Paleoveneti, attorno al I-II millennio a.C. Successivamente, dopo che la Gallia Cisalpina fu inglobata dai Romani, la zona, posta sotto la sfera d'influenza del Municipium di Feltria, entrò a far parte della Regio X Venetia et Histria. La tradizione farebbe derivare il toponimo Arten dall'unione tra il termine di origine retica o celtica "Art"/"Arkt", traducibile con "orso" lingua italiana, ed il suffisso di matrice etruscoide "-en", mentre è più probabile una derivazione dal latino "Arx", rocca o fortezza. Vi fu edificata una struttura difensiva nel periodo del Tardo Impero, poi riutilizzata dai Bizantini quando l'Italia tornò in mano all'Impero Romano d'Oriente con la guerra Greco-Gotica, che durò dal 535 al 553 d.C. L'esistenza di tale fortificazione è testimoniata dal ritrovamento fatto nel 1875 da parte di Luigi Buzzati di piatti d'argento e monili vari databili al regno dell'Imperatore Romano Giustiniano.

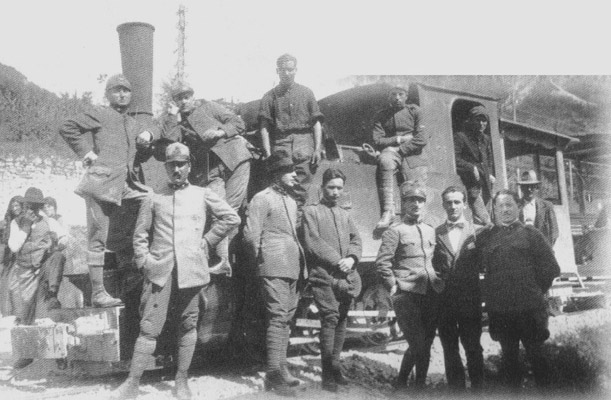
Truppe italiane e civili ad Arten nel 1917

Durante la Prima Guerra Mondiale, Arten, come molte altre località, fu coinvolta in eventi significativi. Ecco alcuni aspetti rilevanti:
1. Gli uomini dell'11º Reggimento Bersaglieri, a cui apparteneva anche il caporal maggiore Benito Mussolini ferito il 23 febbraio 1917[5] sul Carso, arrivarono nella zona di Arten il 20 ottobre 1917 e il 23 il XXVII Battaglione venne distaccato nel Monte Piana dove, assieme al 54º Reggimento fanteria "Umbria", strappò agli austroungarici la quota 2.226 persa il giorno prima.[6]
2. Nel pomeriggio del 1º novembre 1918 le truppe del IX corpo d'armata liberarono Primolano e quindi raggiunsero Grigno dove dovettero battersi aspramente contro le retroguardie nemiche; altre tre divisioni occuparono Arsiè, Arten, Fonzaso, Ponte della Serra, mentre la conca di Feltre venne completamente liberata dalle forze del XXX corpo d'armata[7]

## Monumenti e luoghi di interesse

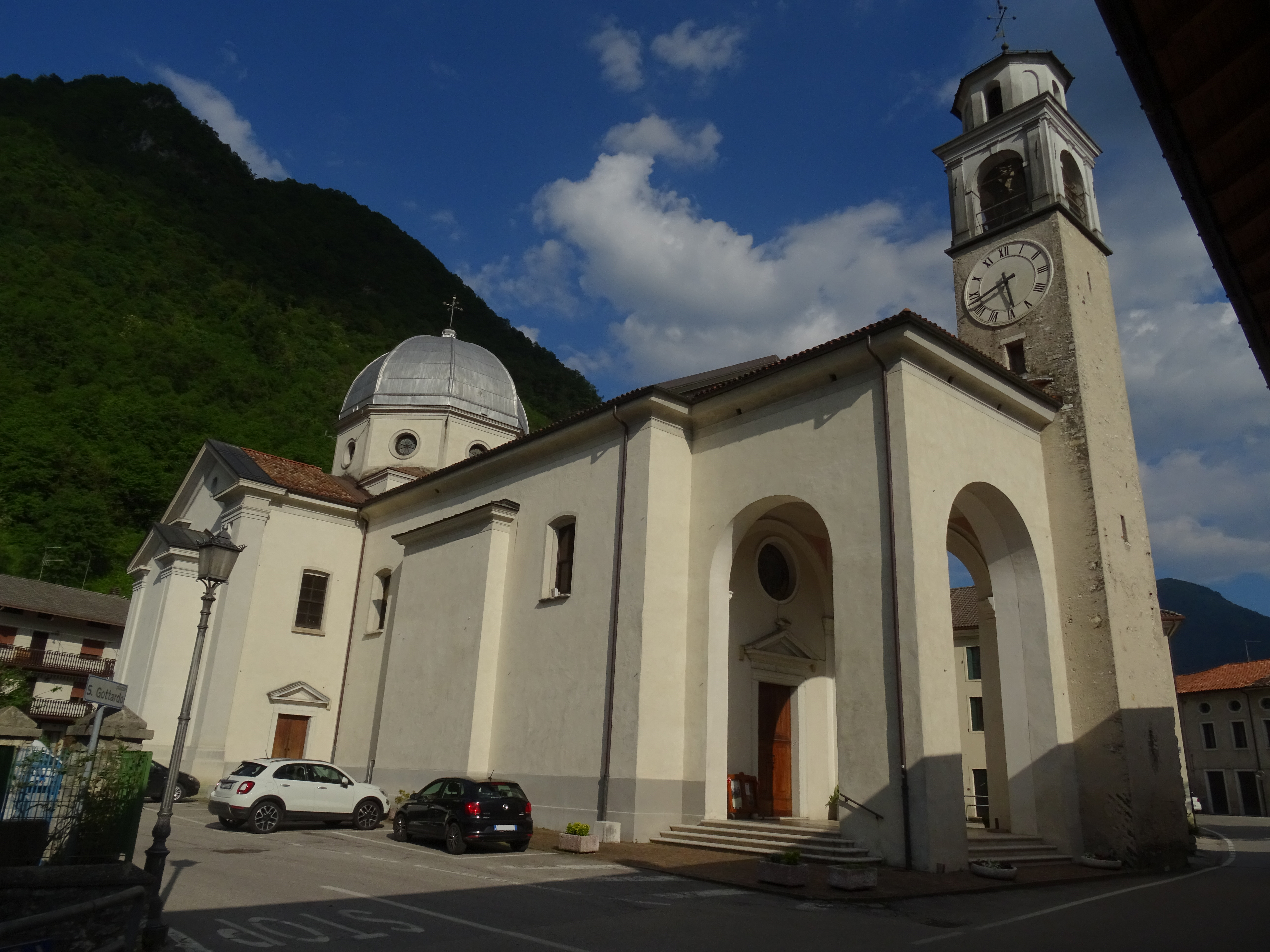
Chiesa di San Gottardo

### Architetture religiose

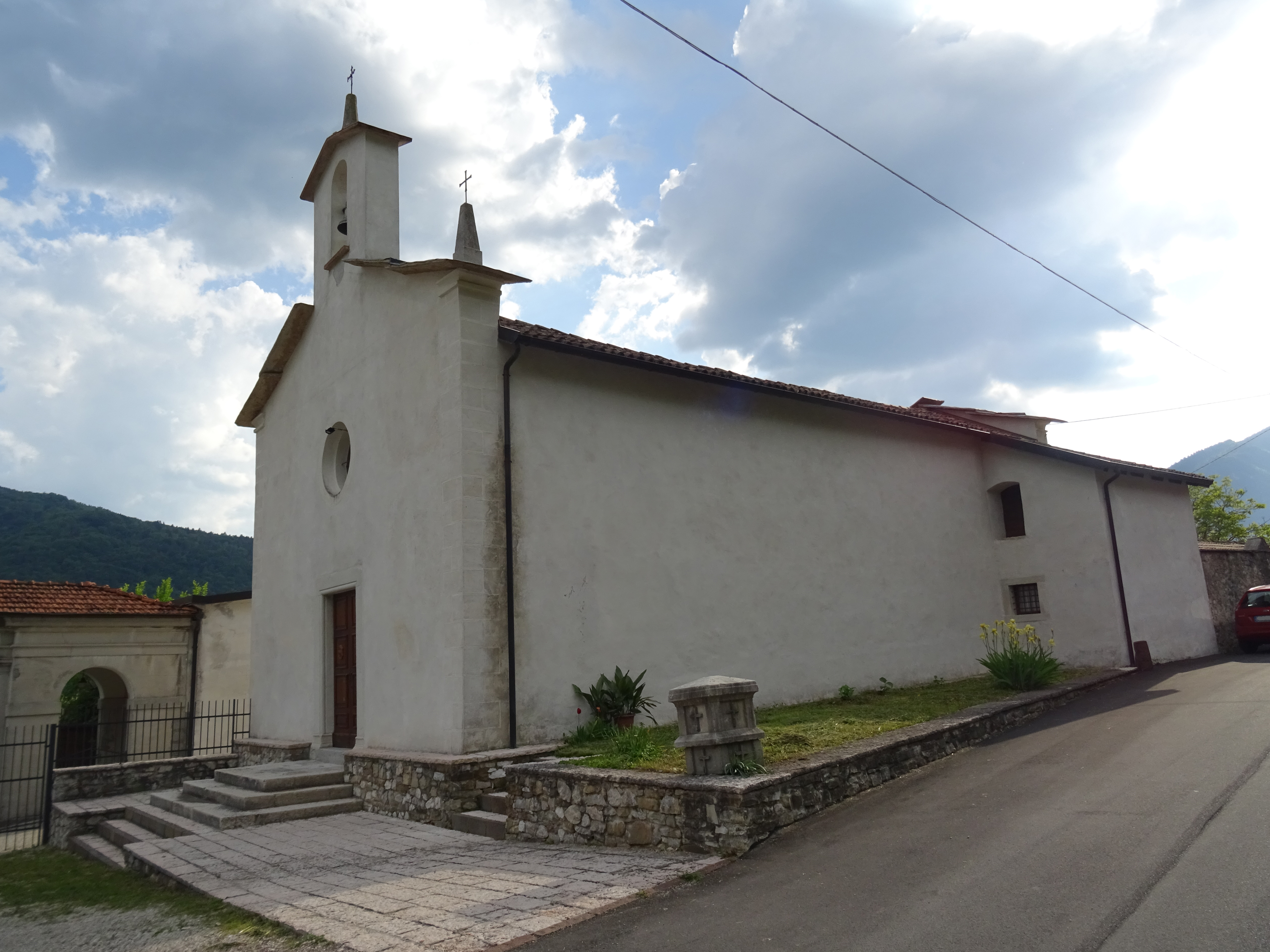
Chiesa di San Nicolò

- Chiesa di San Gottardo, chiesa parrocchiale della frazione.[8][9]
- Chiesa di San Nicolò, antica chiesetta situata presso il cimitero del paese.[10]

### Architetture civili
- Villa Tonello-Zampiero, storica residenza il cui nucleo originario risale al XVI secolo, custodisce cicli di affreschi realizzati dal pittore feltrino Pietro Marescalchi.[11][12]

## Società

### Tradizioni e folclore
- Decennale: ogni dieci anni dal 1855 si festeggia ad Arten una festa in onore della Madonna, la cui statua, esposta nella chiesa parrocchiale di San Gottardo, viene sollevata e portata in processione per le vie del paese; contestualmente viene organizzato un palio delle contrade del borgo.[13]

- Sagra di San Gottardo: celebrazione religiosa in nome del patrono

### Lingue e dialetti
Ad Arten, accanto alla lingua italiana, la popolazione utilizza la lingua veneta.L'idioma veneto è valorizzato come patrimonio linguistico regionale dalla Regione Veneto, ma non è incluso nell'elenco dell'art. 2 della legge dello Stato n. 482 del 1999, in materia di tutela delle minoranze linguistiche storiche.
Il dialetto che si parla ad Arten rientra fra le varianti appartenenti al  veneto settentrionale   detto trevigiano-feltrino-bellunese che è un gruppo di dialetti della lingua veneta.

## Infrastrutture e trasporti

### Strade
Arten è interessato dalle seguenti direttrici stradali:
- La strada statale 50 del Grappa e del Passo Rolle che collega l'innesto dalla S.S. 51 di Alemagna a Ponte nelle Alpi all'innesto della S.S. n. 48 delle Dolomiti   a Predazzo passando per Belluno - Sedico - Santa Giustina - Feltre - Arten - Fonzaso - Primiero - San Martino di Castrozza
- La strada statale 50 bis var del Grappa e del Passo Rolle, prima del 2009 chiamata SS 50 bis, è una diramazione che collega la strada statale 50 del Grappa e del Passo Rolle alla strada statale 47 della Valsugana partendo da Feltre e giungendo a Primolano passando per Seren del Grappa - Arten -Arsiè
- La strada provinciale 12 Pedemontana che collega l'innesto dalla S.R. n. 203  a Mas e l'innesto con la S.S. n. 50 a Pedesalto passando per Ponte Mas - Belvedere - Sospirolo - Paderno - San Gregorio nelle Alpi - Cesiomaggiore - Villabruna - Pedavena - Arten - Fonzaso -